# Gardefort
Gardefort é uma comuna francesa na região administrativa do Centro, no departamento Cher. Estende-se por uma área de 8,53 km². Em 2010 a comuna tinha 139 habitantes (densidade: 16,3 hab./km²).